# Copa Fares Lopes
A Copa Fares Lopes (ou Taça Fares Lopes), que já foi conhecida por motivos de patrocínio como Copa Unimed Fortaleza, é uma competição brasileira de futebol organizada pela Federação Cearense de Futebol. É considerada o segundo torneio em importância em nível estadual no Ceará, que dá ao seu vencedor uma vaga na Copa do Brasil e anteriormente dava vaga na Copa dos Campeões Cearenses do ano seguinte.
Seu nome é em homenagem a Fares Cândido Lopes (1934-2004), antigo presidente da Federação Cearense de Futebol e irmão do cantor Raimundo Fagner.

## Títulos

### Por equipe
| Clube                                   | Títulos               | Vices           | Terceiro Lugar        | Quarto Lugar          |
| --------------------------------------- | --------------------- | --------------- | --------------------- | --------------------- |
| Ferroviário (Fortaleza)                 | 3 (2018, 2020 e 2024) | 1 (2023)        | 1 (2014)              | 0                     |
| Icasa (Juazeiro do Norte)               | 2 (2014 e 2021)       | 2 (2010 e 2020) | 2 (2013 e 2022)       | 1 (2012)              |
| Horizonte (Horizonte)                   | 2 (2010 e 2011)       | 2 (2012 e 2016) | 1 (2018)              | 0                     |
| Guarani de Juazeiro (Juazeiro do Norte) | 2 (2012 e 2016)       | 2 (2011 e 2015) | 1 (2017)              | 0                     |
| Caucaia (Caucaia)                       | 1 (2019)              | 2 (2018 e 2021) | 1 (2020)              | 2 (2023 e 2024)       |
| Guarany de Sobral (Sobral)              | 1 (2015)              | 1 (2013)        | 3 (2011, 2012 e 2019) | 1 (2022)              |
| Floresta (Fortaleza)                    | 1 (2017)              | 1 (2024)        | 0                     | 3 (2016, 2019 e 2020) |
| Barbalha (Barbalha)                     | 1 (2013)              | 0               | 1 (2021)              | 0                     |
| Pacajus (Pacajus)                       | 1 (2022)              | 0               | 1 (2023)              | 0                     |
| Iguatu (Iguatu)                         | 1 (2023)              | 0               | 0                     | 3 (2015, 2017 e 2018) |
| Atlético Cearense (Fortaleza)           | 0                     | 1 (2019)        | 1 (2024)              | 1 (2021)              |
| Tiradentes (Fortaleza)                  | 0                     | 1 (2014)        | 1 (2010)              | 0                     |
| Fortaleza (Fortaleza)                   | 0                     | 1 (2017)        | 0                     | 0                     |
| Maracanã-CE (Maracanaú)                 | 0                     | 1 (2022)        | 0                     | 0                     |
| Alto Santo (Alto Santo)                 | 0                     | 0               | 1 (2015)              | 0                     |
| Crato (Crato)                           | 0                     | 0               | 1 (2016)              | 0                     |
| Maranguape (Maranguape)                 | 0                     | 0               | 0                     | 2 (2011 e 2013)       |
| Itapipoca (Itapipoca)                   | 0                     | 0               | 0                     | 1 (2010)              |
| São Benedito (São Benedito)             | 0                     | 0               | 0                     | 1 (2014)              |

### Por cidade
| Cidade            | Títulos                     | Vices                             | Terceiros             | Quartos                     |
| ----------------- | --------------------------- | --------------------------------- | --------------------- | --------------------------- |
| Fortaleza         | 4 (2017, 2018, 2020 e 2024) | 5 (2014, 2017, 2019, 2023 e 2024) | 3 (2010, 2014 e 2024) | 4 (2016, 2019, 2020 e 2021) |
| Juazeiro do Norte | 4 (2012, 2014, 2016 e 2021) | 4 (2010, 2011, 2015 e 2020)       | 3 (2013, 2017 e 2022) | 1 (2012)                    |
| Horizonte         | 2 (2010 e 2011)             | 2 (2012 e 2016)                   | 1 (2018)              | 0                           |
| Caucaia           | 1 (2019)                    | 2 (2018 e 2021)                   | 1 (2020)              | 2 (2023 e 2024)             |
| Sobral            | 1 (2015)                    | 1 (2013)                          | 3 (2011, 2012 e 2019) | 1 (2022)                    |
| Barbalha          | 1 (2013)                    | 0                                 | 1 (2021)              | 0                           |
| Pacajus           | 1 (2022)                    | 0                                 | 1 (2023)              | 0                           |
| Iguatu            | 1 (2023)                    | 0                                 | 0                     | 3 (2015, 2017 e 2018)       |
| Maracanaú         | 0                           | 1 (2022)                          | 0                     | 0                           |
| Alto Santo        | 0                           | 0                                 | 1 (2015)              | 0                           |
| Crato             | 0                           | 0                                 | 1 (2016)              | 0                           |
| Maranguape        | 0                           | 0                                 | 0                     | 2 (2011 e 2013)             |
| Itapipoca         | 0                           | 0                                 | 0                     | 1 (2010)                    |
| São Benedito      | 0                           | 0                                 | 0                     | 1 (2014)                    |